# Eugenio A. Beltrami

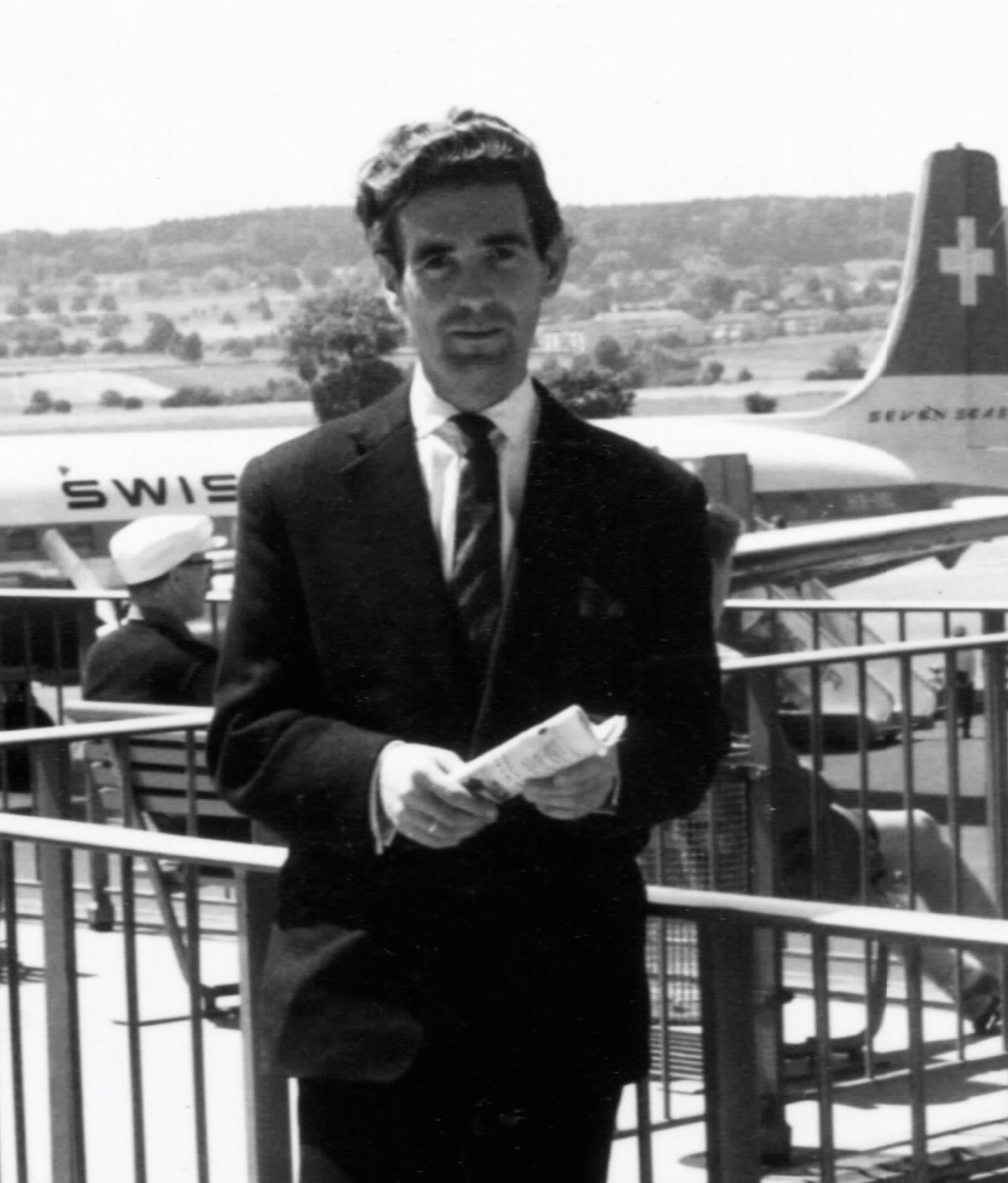
Eugenio Beltrami, 1958

Eugenio A. Beltrami (* 30. Mai 1930 in Marling bei Meran; † 10. Mai 1995 in Zürich) war ein italienischer Sportgeräte-Entwickler.

## Familie und Leben

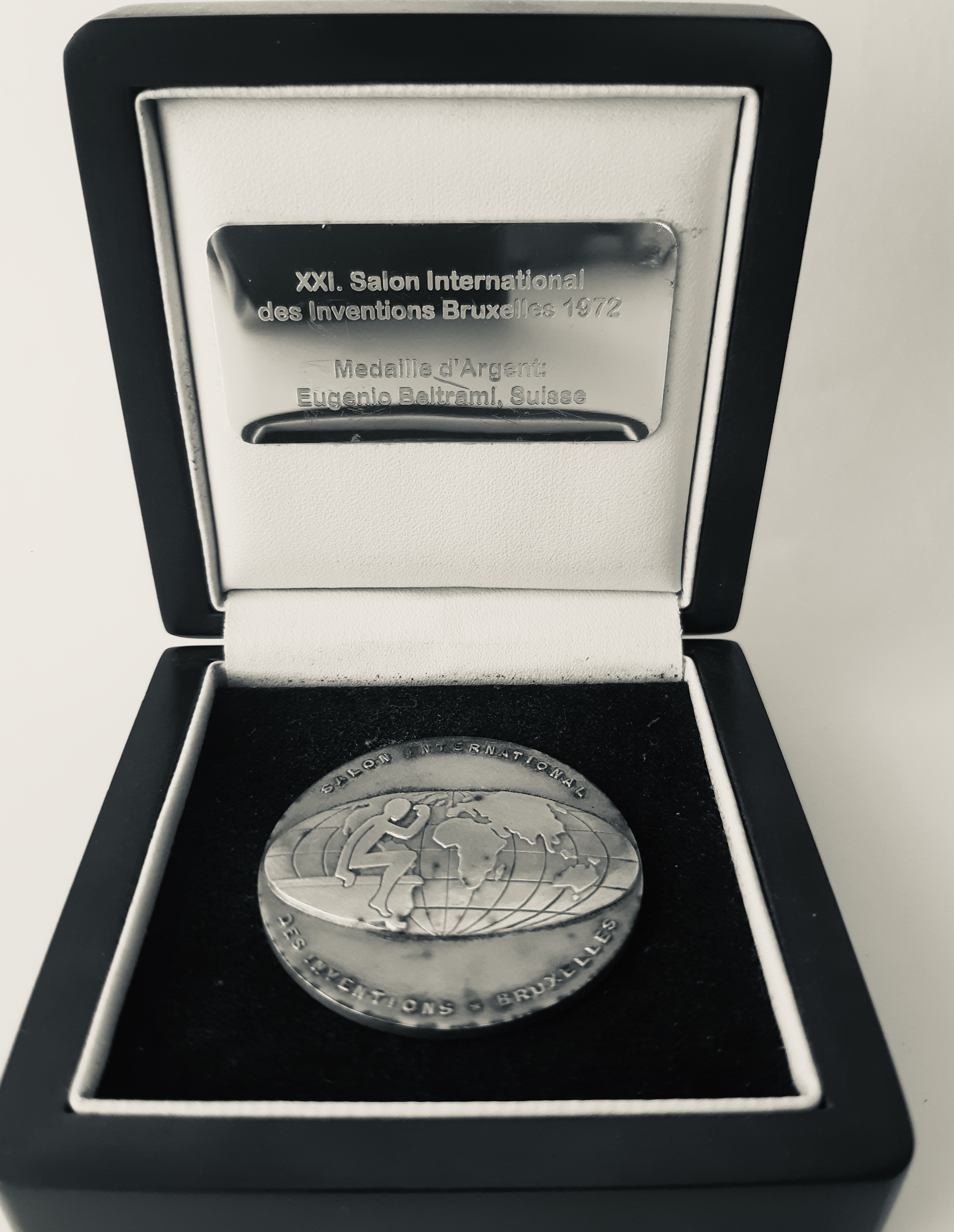
Medaille d’Argent 21° Salon International des Inventions Bruxelles, 1972

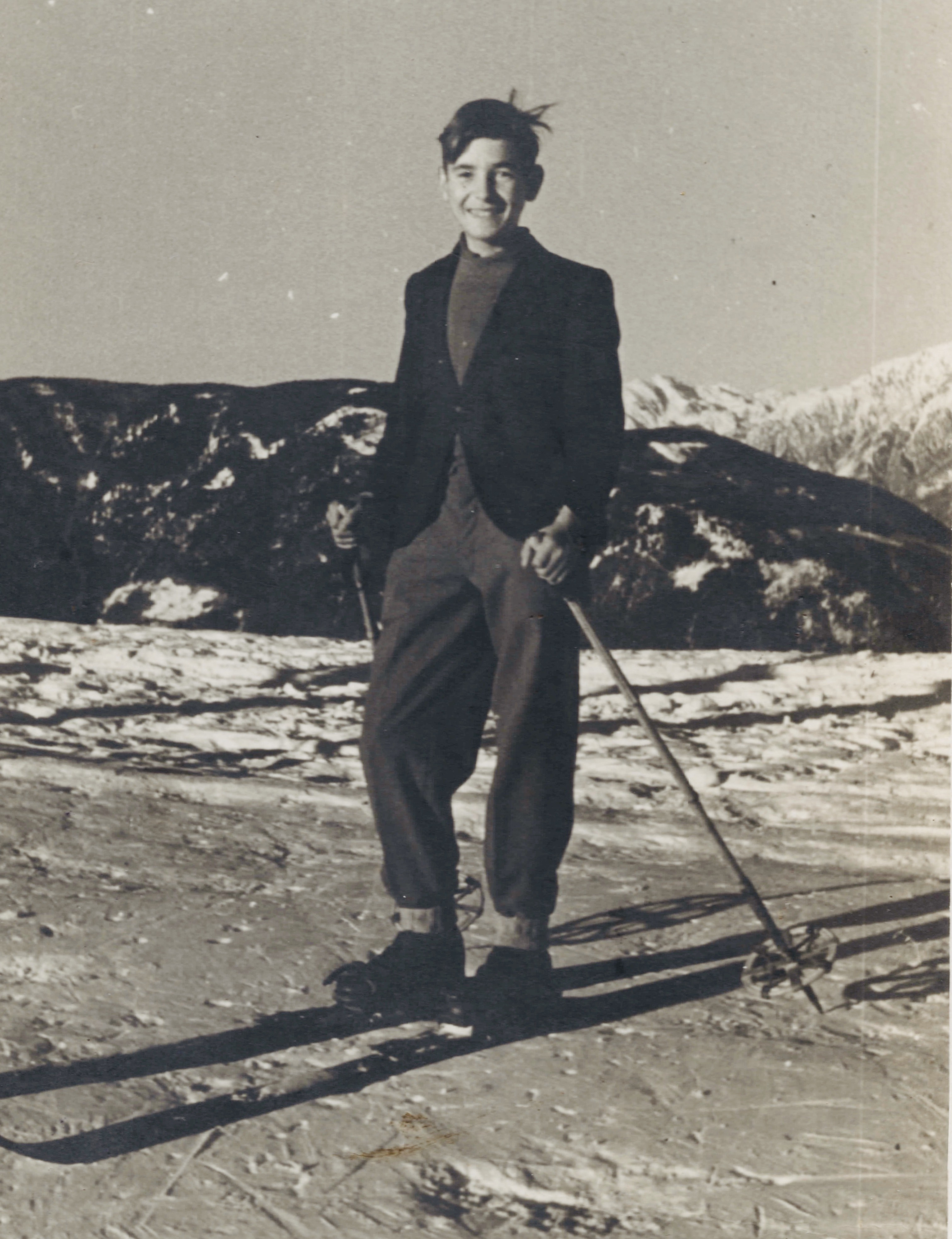
Eugenio Beltrami, Hafling, Winter 1943/44

Eugenio Beltrami kam am 30. Mai 1930 in der Marlinger Villa Inderst zur Welt und wuchs in der Stadt Meran auf. Sein Vater Eugen Beltrami (1896–1970) stammte aus einer italienisch-schweizerischen Familie aus Winterthur im Kanton Zürich. Er hatte während des Ersten Weltkriegs freiwillig in einem italienischen Infanterie-Regiment gekämpft und hatte sich nach dem Krieg in Südtirol niedergelassen. Seine Mutter Gioseffa Goser (1888–1954) war eine gebürtige Österreicherin aus der Provinz Trient.
Während des Zweiten Weltkriegs wurde Eugenio Beltrami 1944 durch die Organisation Todt (OT) als Zivilarbeiter verpflichtet und arbeitete bis Ende April 1945 als Hilfskraft im Wehrmachts-Lazarett im ehemaligen Grand Hotel Meranerhof.

## Expander
Seit 1958 in Zürich wohnhaft, meldete er 1970 beim Eidgenössischen Institut für Geistiges Eigentum sein von ihm entwickeltes Fitnessgerät Expander zum Patent an. Das von ihm entwickelte Sportgerät traf den Zeitgeist der anfangs der siebziger Jahre in den USA ausgelösten und schon bald auf ganz Europa überschwappenden Fitnesswelle. Es wurde ab dem Jahr 1971 unter dem Markennamen EUBEL  in der Schweiz produziert und wurde in den darauffolgenden Jahren erfolgreich in Europa und den USA vertrieben. 
Im Jahr 1972 qualifizierte sich Eugenio Beltrami mit seiner Erfindung für eine Teilnahme am 21. Salon international des inventions - Bruxelles. Die Brüssler Erfindermesse wurde im Jahr 1952 auf Initiative der Belgischen Handelskammer gegründet und fand seit dem Gründungsjahr jährlich in der Belgischen Hauptstadt Brüssel statt. Sie stand seit ihrer Gründung unter der Schirmherrschaft des Belgischen Königs Baudouin und war das Sprungbrett vieler kommerzieller Erfolge. Von der internationalen Jury wurde Eugenio Beltrami für seine Erfindung mit der Medaille d’Argent des 21. Salon International des Inventions Bruxelles 1972 der Kategorie Forschung und Erfindung ausgezeichnet.